# هچر هیوز
هچر هیوز (انگلیسی: Hatcher Hughes؛ ۱۲ فوریهٔ ۱۸۸۱ – ۱۹ اکتبر ۱۹۴۵) یک نمایش‌نامه‌نویس، و پدیدآور اهل ایالات متحده آمریکا بود. وی بین سال‌های ۱۹۱۸ تا ۱۹۳۴ میلادی فعالیت می‌کرد.

## آثار
- A Marriage Made in Heaven (1918)
- Wake Up, Jonathan! (with Elmer Rice, 1921)
- Hell-Bent fer Heaven (1924), made into the 1926 motion picture of the same name
- Ruint (1920)
- It's a Grand Life (1930)
- The Lord Blesses the Bishop (co-author, 1934)